# Cristo coronato di spine (Perugino)
Cristo coronato di spine è un'opera realizzata dal pittore umbro Pietro Vannucci, noto come il Perugino, tra il 1497 e il 1500, ed è conservata presso il Museo di Palazzo Baldeschi di Perugia.

## Descrizione
Il Cristo coronato di spine è caratterizzato da uno sfondo nero bitume, una scelta stilistica non comune per l'epoca, che evidenzia l'espressività dei volti e concentra l'attenzione sulla forza emotiva delle figure. Il dipinto misura 33,5 x 27,5 cm ed è realizzato in olio su tavola. La modellazione dei volti e l'abbigliamento, con scollature quadrate e l'uso di colori intensi come il rosso e il verde bottiglia, sono tipici del Perugino.
La rappresentazione di Cristo è stata confrontata con opere di Antonello da Messina, suggerendo l'influenza di quest'ultimo sulla pittura veneziana della fine del Quattrocento. Esperti come Francesco Federico Mancini e Vittoria Garibaldi hanno analizzato le tavole, evidenziando analogie con altre opere del Perugino, come la Pietà e il Ritratto di giovane uomo.
Sebbene la provenienza della tavola non sia certa, si ipotizza che possa essere stata parte della collezione di Cosimo Bordoni, un intellettuale fiorentino del XVIII secolo.